# Pierre Tabart
Pour les articles homonymes, voir Tabart.
Pierre Tabart, né à Chinon en août 1645 et décédé à Meaux ? en décembre 1716, est un compositeur et maître de chapelle français de la période baroque.
Il fut d'abord formé à la maîtrise de la cathédrale de Tours, par le maître de musique, « un nommé Burgaut, le plus habile contrapuntiste de son temps, mais aussi tellement entêté dans ce style, qu'il haïssait à la fureur les musiques modernes et surtout italiennes, et qu'il méprisait souverainement ceux qui s'y appliquaient ou les aimaient ». Quant au disciple, « malgré son habileté pour le contrepoint [traditionnel, mais tout de même « modernisé, imprégné de tonalité »] il rendait justice à tout le monde » (cf. Sébastien de Brossard, Catalogue). Brossard (un des principaux créateurs de la musicologie, lui-même maître de chapelle, compositeur et ami de Pierre Tabart) rapporte tout cela avec un certain humour et confirme ainsi que l'époque était en train d'évoluer.
On ignore quel fut ensuite le parcours du jeune Chinonais avant son arrivée à Orléans en 1679, où il succéda au compositeur Guillaume Minoret (futur musicien du roi) dans les fonctions de maître de musique (ou « maître de chapelle ») de la cathédrale Sainte-Croix, jusqu'en 1683.
Il quitta la ville, peu après le concours de Versailles organisé en avril 1683 par Louis XIV en vue de recruter quatre sous-maîtres de la Chapelle royale. Tabart avait postulé sans succès, les candidats étant fort nombreux.
Mais il obtint ensuite sans difficulté le poste de maître de musique de la cathédrale de Senlis.
Plus tard, il sera installé sur un poste semblable, à la cathédrale Saint-Étienne de Meaux. Il occupa cette fonction jusqu'au début du printemps 1699 (mars). En septembre-octobre 1711, son successeur à Meaux, Sébastien de Brossard, le consulta pour le recrutement d'un maître de chapelle à la cathédrale d'Évreux (c'est le compositeur Louis Homet qui sera retenu). Il semble que Tabart soit resté à Meaux après l'arrivée de Brossard et qu'il ait continué à tirer des revenus d'une des principales chapelles de cette cathédrale.

## Œuvres conservées
- Une messe
- Un Requiem
- Un Te Deum
- Un Magnificat
- Trois motets

La messe de Requiem a probablement été composée en 1704, pour la mort de Jacques-Bénigne Bossuet, évêque de Meaux et célèbre orateur.
Toutes ces partitions sont conservées en manuscrit à la BnF, dans la collection Sébastien de Brossard. Elles ont été publiées par le Centre de musique baroque de Versailles (CMBV) : Pierre Tabart. Œuvres complètes. Éd. Jean-Paul Montagnier (avec la collaboration de Jean Duron et Jean-Yves Hameline), Versailles, Éditions du CMBV (Coll. Anthologies I. 3), 2002, LXII-278 p.

## Discographie
- Requiem / Magnificat / Te Deum, Ensembles La Fenice et Jacques Moderne, dir. Jean Tubéry, Virgin Veritas (EMI), Coll. Musique à Versailles, 2001. Œuvres couplées avec des musiques pour orgue d’André Raison et Nicolas de Grigny.

## Hommage
Il existe un jardin Pierre Tabart à Meaux.
Voir aussi, à Chinon, le Conservatoire de Musique et danse Pierre Tabart.